# Almérs bageri
Almérs bageri var ett bageri i Kristianstad som startades av Olof Almér i början på 1900-talet först tidningsnotiser från 1907. Driften vid bageriet upphörde på 1990-talet.
Annonser i Arbetet ger uppgiften att bageriet hade en butik på V. Storgatan 45. Bageriet låg på söder i Kristianstad från tidigt 1900-tal och bakade i huvudsak matbröd. Bolaget blev Kristianstads största bageri när Skånska Spisbrödsfabriken lades ner 1947. 1980 hade bolaget 35 årsanställda och 7 miljoner i årsomsättning. Bageriet distribuerade med egna bilar och sålde via telefon och med brödbilarna. Marknadsområdet var västra Blekinge och nordöstra Skåne.

## Arbetskonflikt 1953
Bagarna i Kristianstad var överens om att driva ett av stadens bagerier gemensamt och valde det största Almérs bageri. 1953 sysselsatte bageriet omkring 30 arbetarevilket är samma antal som stadens av konflikten berörda bageriidkare och konditorer. Dessa kommer att arbeta i Almérs bageri. dock Inte för direktör Olof Almérs räkning utan var och en för sitt eget företag.

## Bageriets avveckling
Företagets ägare 1980 Tony Rittstam såg problem för företaget i stigande lönekostnadsdel och ökade distributionskostnader och samtidigt konkurrensen från storbagerier som Pågens. Företaget försökte möta utvecklingen med fortsatt utveckling och rationalisering. Men under 1990-talet upphörde företaget. 2003 köpte Kristianstad byggnaden, på tomten Garveriet 4 för 2 miljoner kronor och lät riva den och gjorde tomten till parkeringsplats.